# Athetis castaneipars
Athetis castaneipars là một loài bướm đêm trong họ Noctuidae.